# KG Mobility
KG Mobility Corporation (кор. 케이지모빌리티 주식회사; вкорочено KGM) — корейська машинобудівна компанія, четвертий за величиною виробник легкових автомобілів у Кореї. Штаб-квартира розташована в Сеулі.
До 2023 року компанія була відома під назвою SsangYong Motor Company (кор. 쌍용, 雙龍, кирил. Ссанйон).
Назва SsangYong означає «два дракони».

## Історія

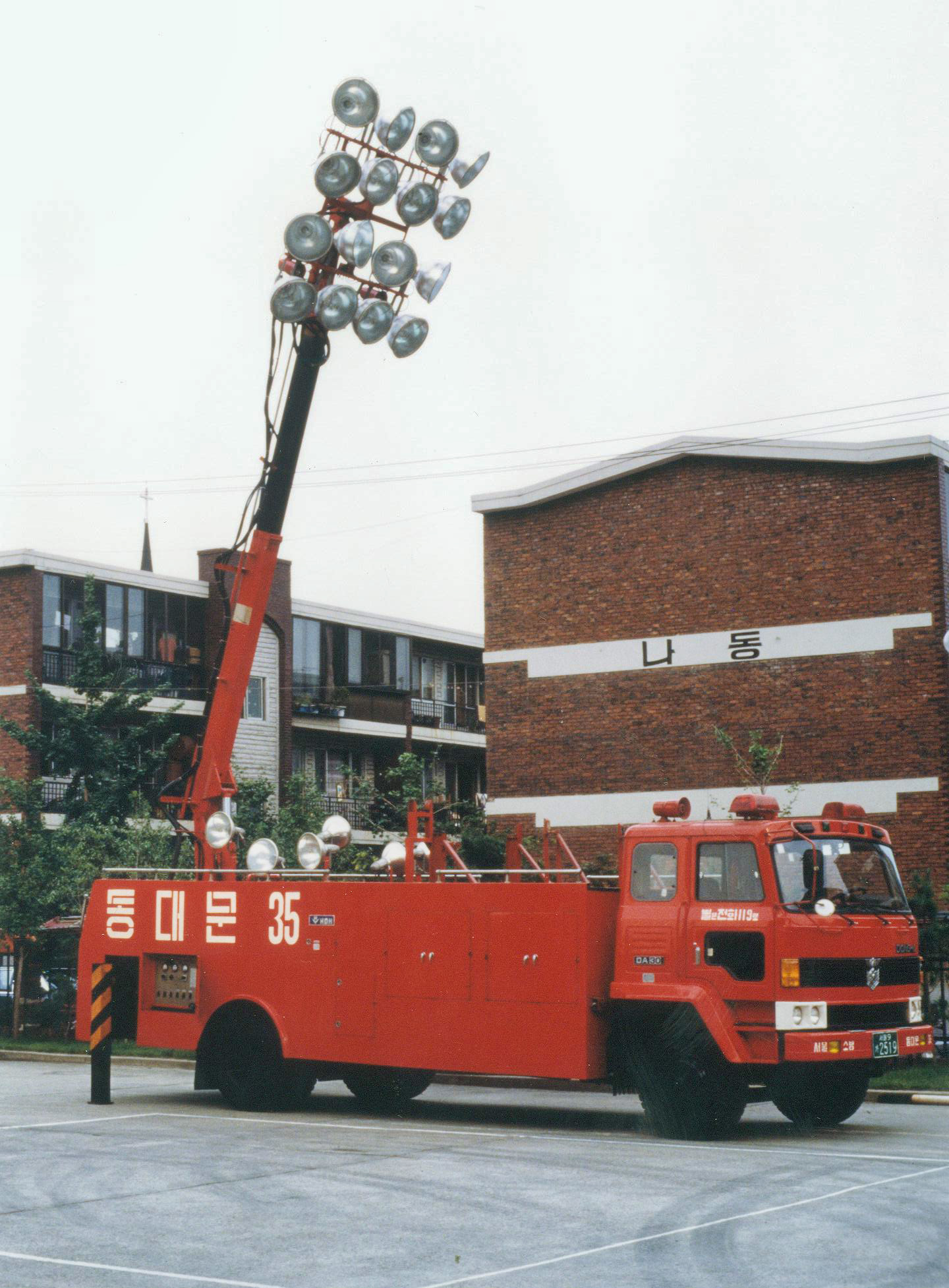
Dong-A DA 30

Марка SsangYong веде свою історію з 1954 року, коли в Південній Кореї була організована компанія Hadonghwan Motor Company. Спочатку вона випускала автомобілі Jeep, призначені для американської армії. Завдяки протистоянню між південною та північною частиною країни попит на ці машини був високий, і це позитивно позначалося на розвитку компанії. Незабаром було налагоджено виробництво цивільних автомобілів, зокрема на експорт. Приміром, уже в 1967 році Hadonghwan стала випускати автобуси для В'єтнаму.
У 1976 році вперше була змінена назва компанії на Dong-A Motor. Розвиток підприємства з новим іменем відбувалося активнішими темпами. У 1979 році завершилося будівництво заводу в місті Пьонгтек. Компанія розпочала працювати над просуванням своєї продукції на світовому ринку. У 1984 році Dong-A Motor почали випускати автобуси для Лівії. У тому ж році компанія знову змінила назву на SsangYong Group.
У 1986 році керівництвом підприємства було прийнято рішення про придбання Keohwa Motors, що спеціалізувалася на виробництві позашляховиків Korando. Таким чином, були зроблені великі інвестиції в автомобільну промисловість, і саме в Korando. У 1988 році був спроектований повнопривідний компактний позашляховик Korando, який і приніс компанії світову популярність.

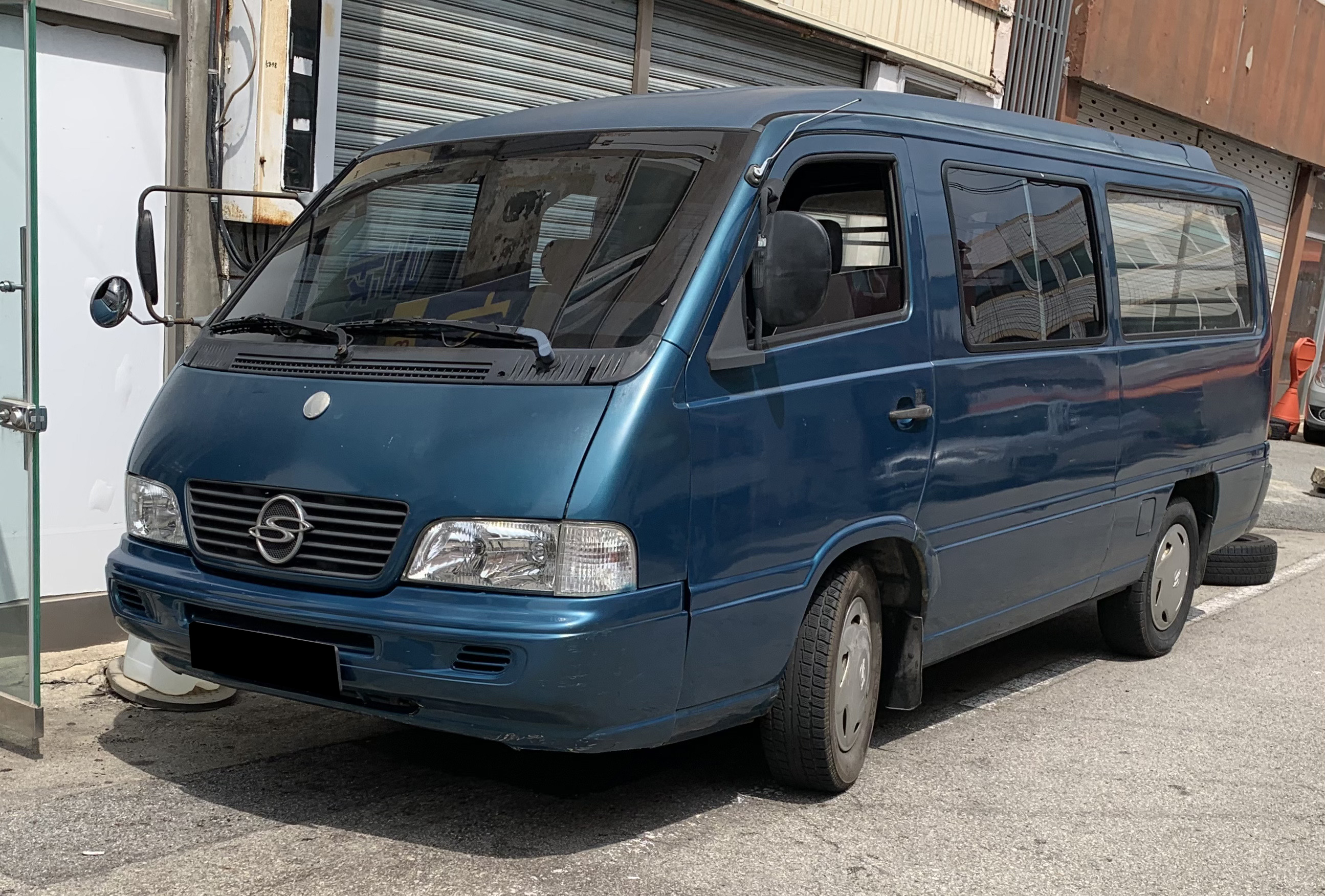
SsangYong Istana

У 1991 році почалося технологічне співробітництво з корпорацією Daimler-Benz. У 1993 році стартувало виробництво позашляховика Musso, тоді ж 5% акцій компанії було куплено корпорацією Daimler-Benz.
У 1994 році був відкритий завод у Чанвуні, де виготовлялися в основному двигуни. З 1995 року спільно з Mercedes-Benz почалося виробництво легкого вантажного автомобіля Istana, відомого як MB100. У наступному році компанія розпочала випуск ще одного автомобіля  — New Korando. Автомобіль користувався попитом в основному завдяки невисокій ціні і відмінній надійності. Тому він активно поставлявся на експорт.
У 1997 році було розпочато серійне виробництво легкових автомобілів - SsangYong зайняла нову нішу в автомобілебудуванні. Одночасно компанія представила Chairman — автомобіль бізнес-класу. Він оснащувався V-подібним двигуном з шістьма циліндрами і базувався на «розтягнутому» шасі від Mercedes-Benz E-класу.

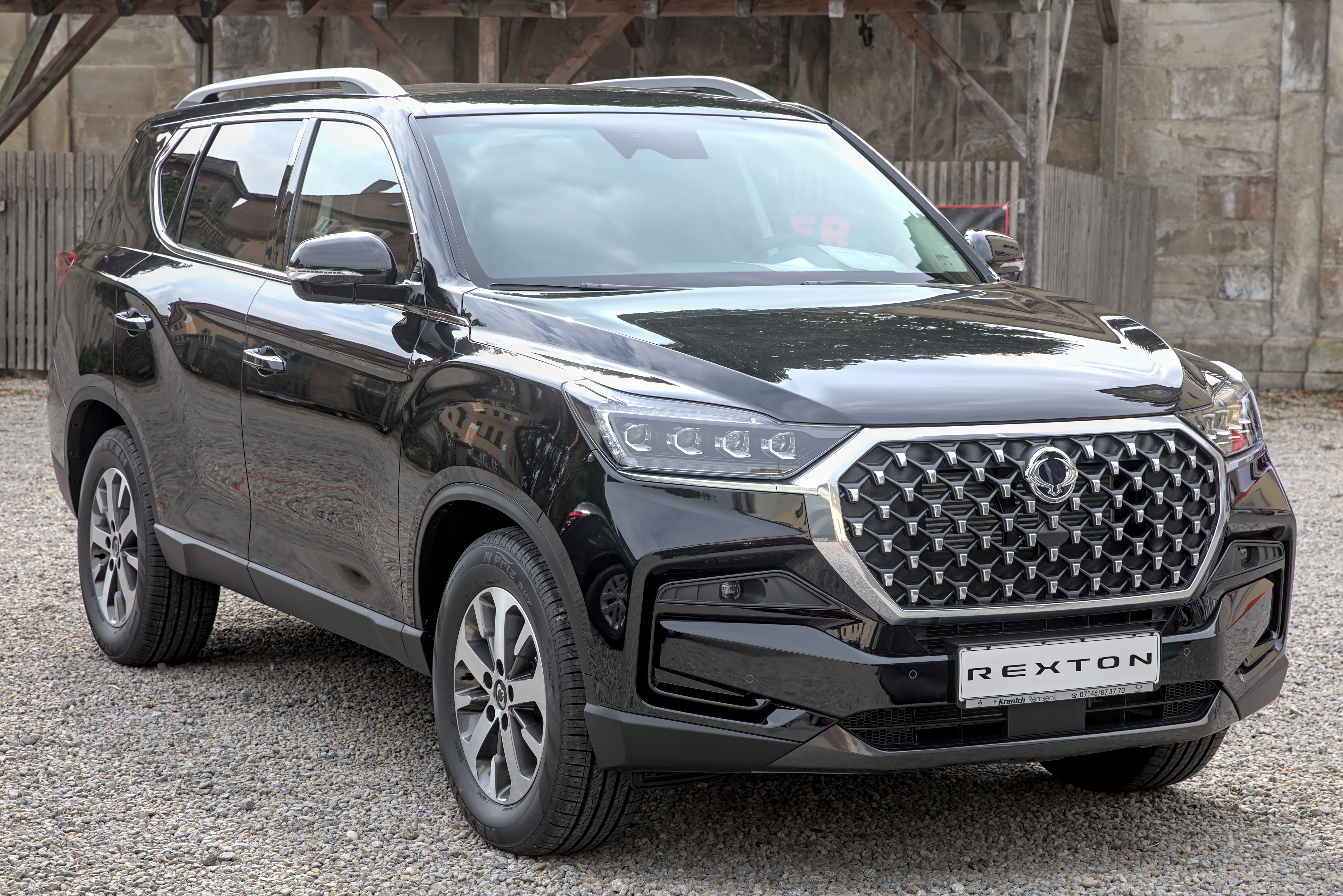
KGM Rexton

Під час економічної кризи SsangYong Motor довелося перейти під контроль групи Daewoo Motors. Уже після кризи в 2000 році компанія знову набула незалежності, відокремившись від Daewoo. Потім SsangYong зайнялася внутрішньої перебудовою. Особливу увагу в цьому процесі приділялася розвитку, досліджень та дизайну. Одночасно керівництво намагалося відтворити мережу збуту і програми гарантійного обслуговування. 

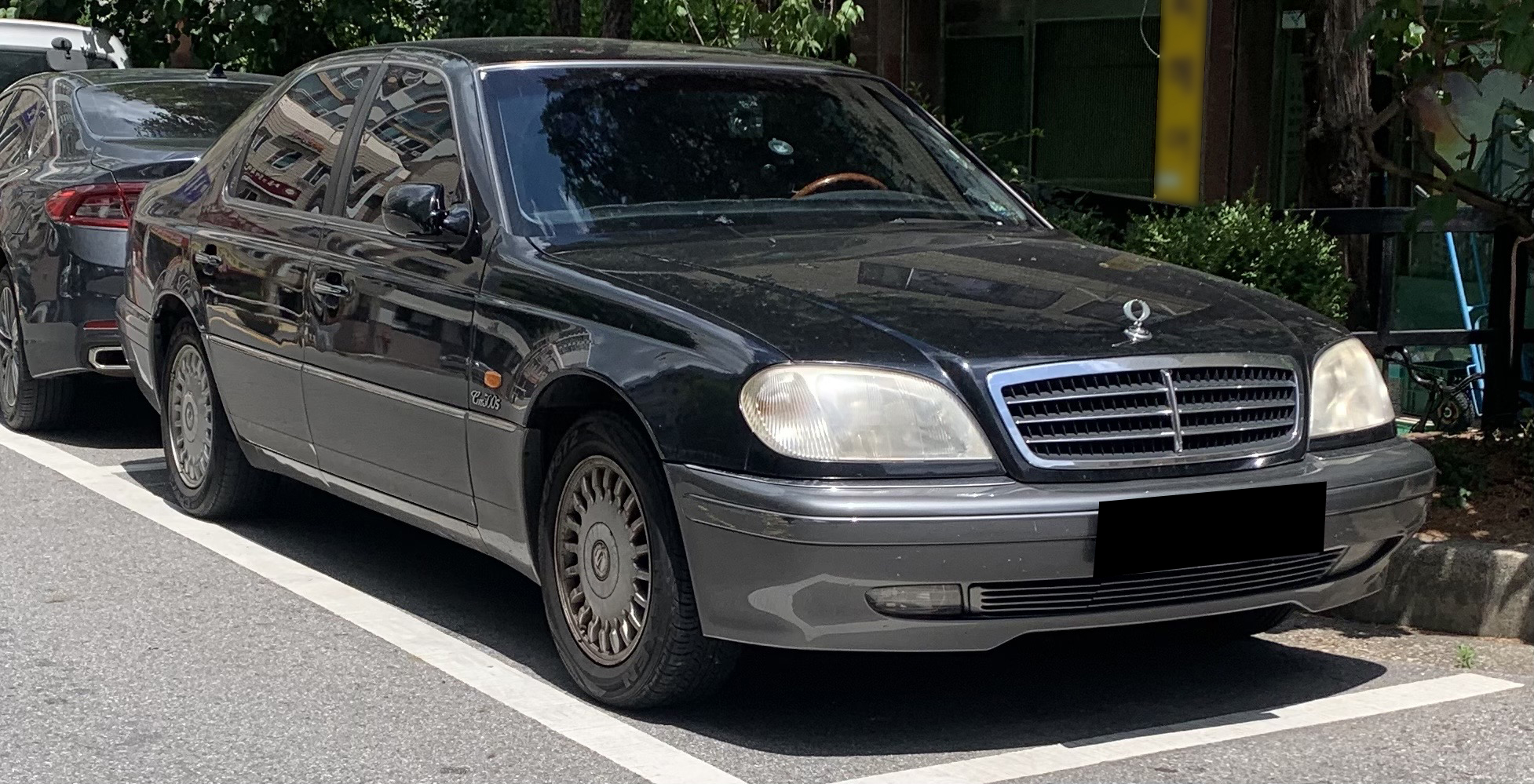
SsangYong Chairman

У 2000 році світу була представлена нова модель Chairman CM500. Через рік модель Korando завоювала премію Energy Winner 2001. Тоді ж було запущено виробництво сучасного позашляховика Rexton, почався випуск функціонального пікапа SsangYong Musso Sports. Відродження SsangYong було продемонстровано і відкриттям власного технічного центру в Китаї.
З 2003 року було розпочато виробництво New Chairman — пасажирського седана, і New Rexton з дизельним двигуном. На наступний рік компанія приступила до випуску багатофункціонального Rodius. В Австралії та деяких інших країнах цей автомобіль продавався під ім'ям Stavic. Тоді ж SsangYong отримала нові інвестиції: майже половину її акцій купила китайська SAIC Motor. 2006 рік ознаменувався дебютом ще двох нових моделей: кроссовера Actyon і пікапа Actyon Sports. 

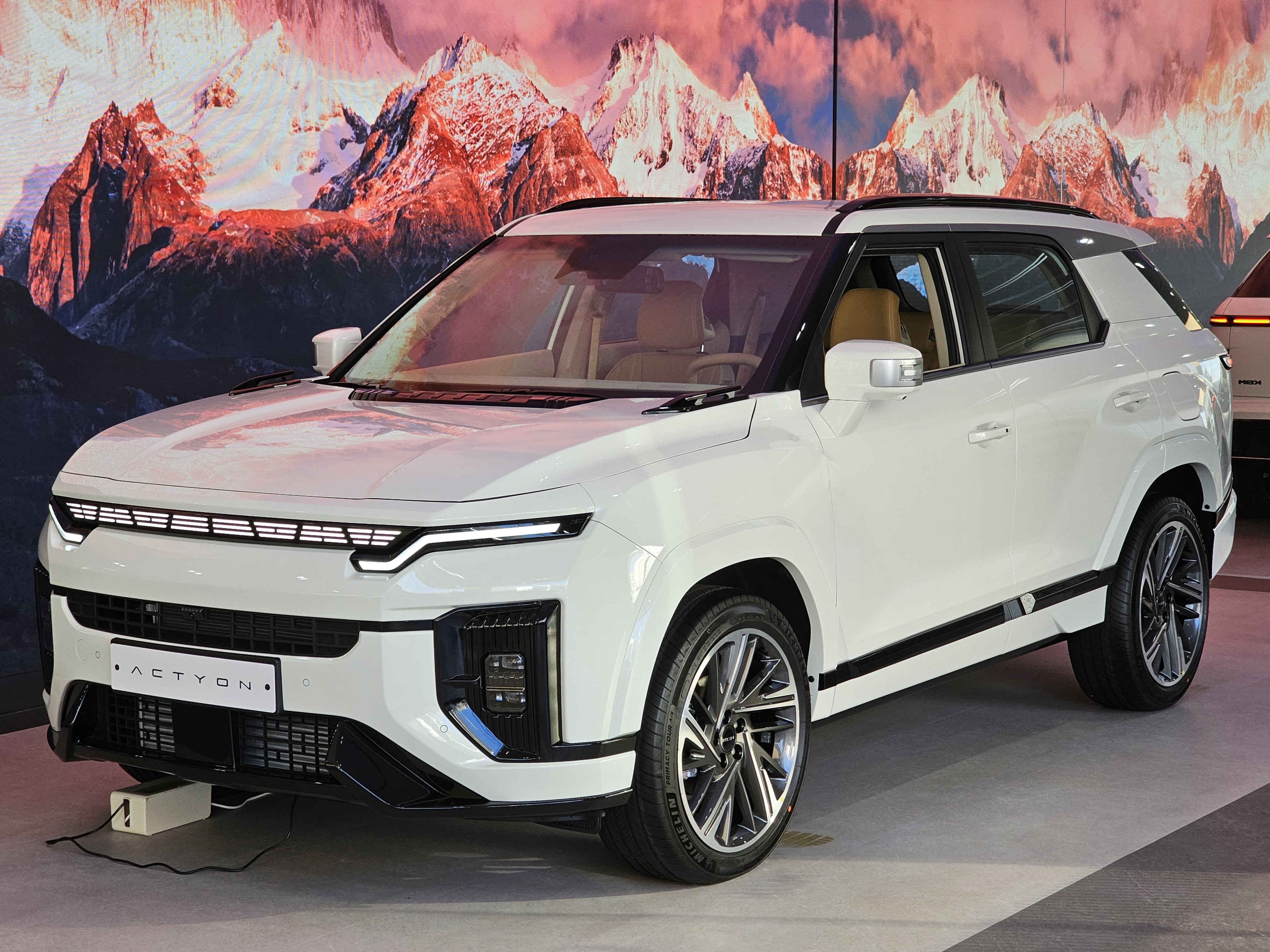
KGM Actyon

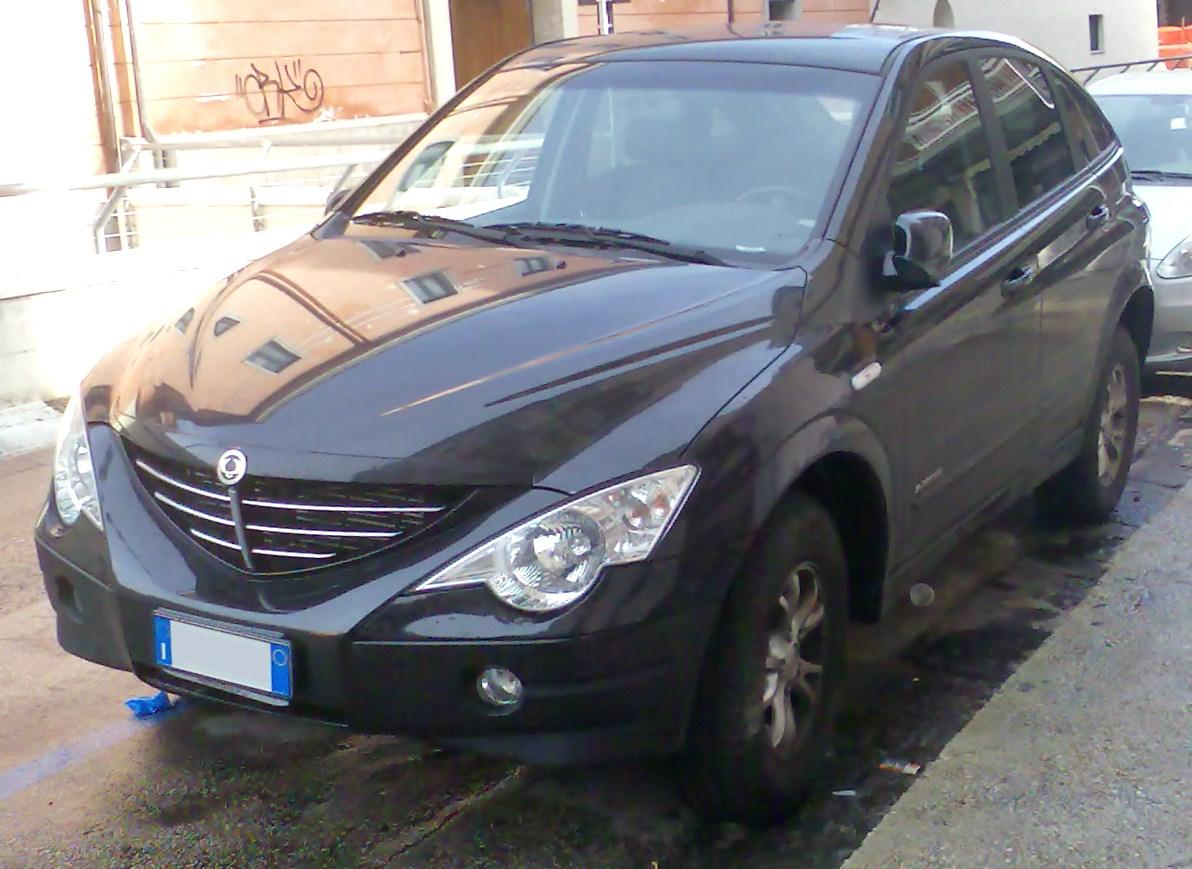
SsangYong Actyon

У квітні 2010 року компанія опублікувала заяву, посилаючись на зацікавленість трьох-чотирьох місцевих та іноземних компаній у придбанні SsangYong Motor Company, що призвело до зростання акцій на 15%.  Пізніше було виявлено, що цими компаніями є Mahindra & Mahindra, Ruia Group, SM Aluminium, Seoul Investments і Renault Samsung Motors.  У серпні 2010 року компанію Mahindra & Mahindra Limited було обрано найкращим учасником торгів для SsangYong.  Придбання було завершено в лютому 2011 року  і коштувало Mahindra 463,6 мільйонів доларів США.  
У 2015 році SsangYong і KB Capital створили спільне підприємство як фінансову філію першого під назвою SY Auto Capital. SsangYong мав 51% акцій підприємства, а KB Capital – 49%.  Того року компанія випустила Tivoli, свій перший автомобіль після придбання Mahindra.  Протягом року після запуску Tivoli компанія повідомила про свій перший чистий прибуток за 9 років.  У 2017 році SsangYong продав 106 677 одиниць на внутрішньому ринку та 37 008 одиниць на експорті, встановивши рекорд за 14 років з 2003 року, коли його річний обсяг продажів на внутрішньому ринку становив 131 283 одиниці. З них лише Tivoli продала компанії понад 50 000 одиниць на внутрішньому ринку.  Mahindra XUV300, який пізніше був запущений у 2019 році, побудований на платформі Tivoli, має багато спільних частин, зокрема кілька металевих листів.

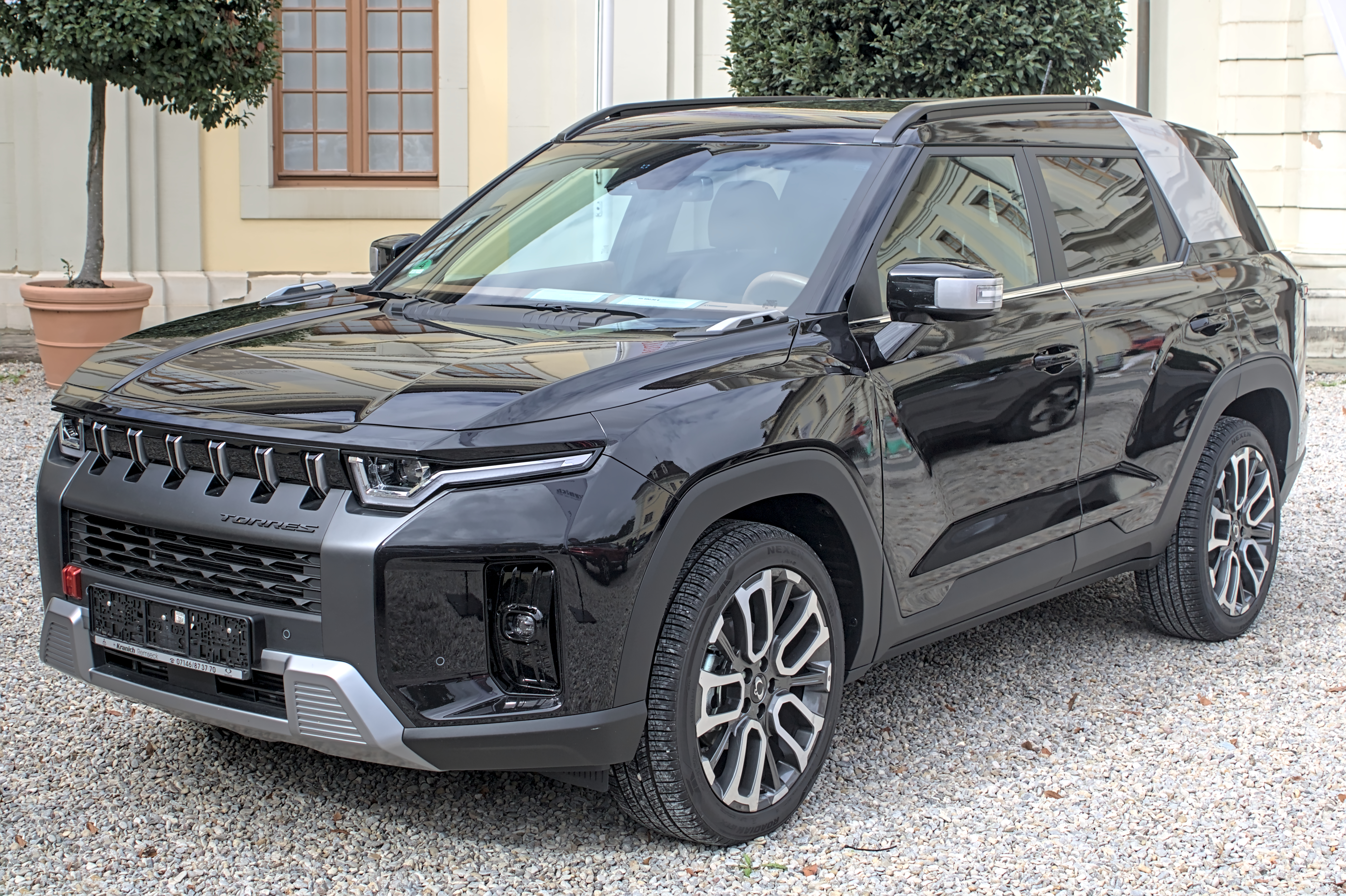
KGM Torres

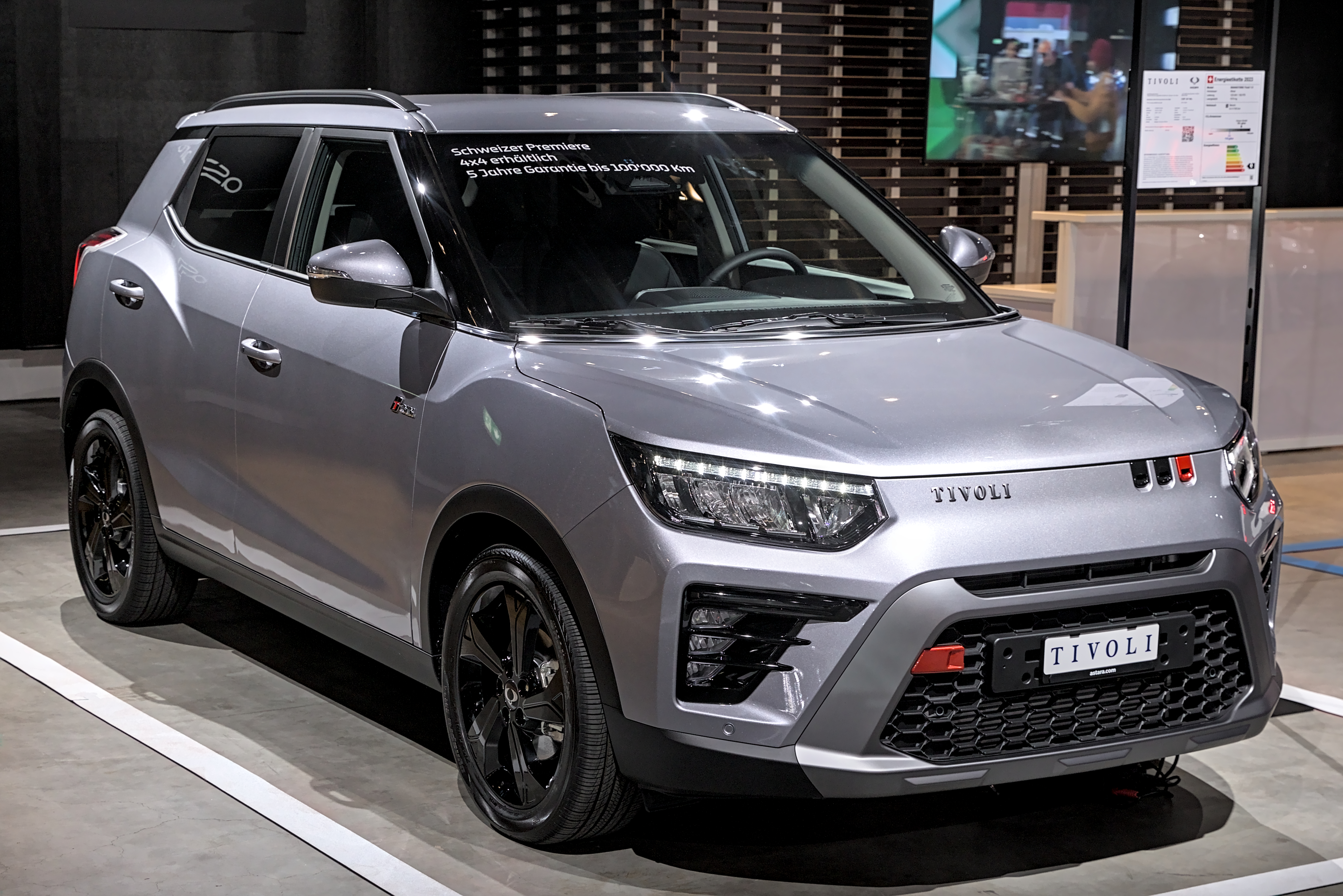
KGM Tivoli

Mahindra також працювала зі своєю дочірньою компанією SsangYong над впровадженням високопродуктивних електромобілів у Південній Кореї для масового продажу.  Mahindra та SsangYong розширили співпрацю в галузі двигунів та електромобілів. 
21 грудня 2020 року SsangYong Motor подала заяву про конкурсне управління після того, як Mahindra припинила фінансування SsangYong через непогашену заборгованість. Речник Ssang Yong Motor заявив, що компанія винна перед фінансовими установами загалом 315,3 мільярда вон (285 мільйонів доларів США) простроченої заборгованості.  
У жовтні 2021 року повідомлялося, що SsangYong планується придбати виробником електричних автобусів і вантажівок Edison Motors, що призведе до виходу SsangYong з конкурсу. Edison Motors планувала вивести автомобілі SsangYong на ринки Сполучених Штатів, Мексики та Канади до середини 2020-х років. Edison Motors також має намір припинити виробництво та продаж нових автомобілів SsangYong, що працюють на викопному паливі, до 2030 року на користь виробництва та продажу лише електромобілів останніми, якщо вони будуть придбані.  У січні 2022 року південнокорейські суди «схвалили» план придбання Edison Motors, хоча компанію залишатимуть у конкурсному провадженні до завершення операції.  У березні 2022 року SsangYong заявила, що поглинання Edison Motors було скасовано, оскільки остання не здійснила платежі за придбання за цей місяць. 
У грудні 2021 року SsangYong підписала угоду з китайською BYD Auto про спільну розробку акумуляторних систем для свого першого електромобіля (під назвою U100), який буде випущено в 2023 році. 
Компанія прийняла назву KG Mobility у березні 2023 року.  Коли компанію було перейменовано, її фінансова філія, SY Auto Capital, також була перейменована на KG Capital. У травні 2023 року компанія KG Group KG Inicis придбала 49% акцій KG Capital у KB Capital і 6% акцій KG Mobility, залишивши останній 45%, а KG Inicis – 55%.  
В кінці 2024 року компанія заявила про початок стратегічного партнерства з китайською Chery Automobile.  

## Власники та керівництво

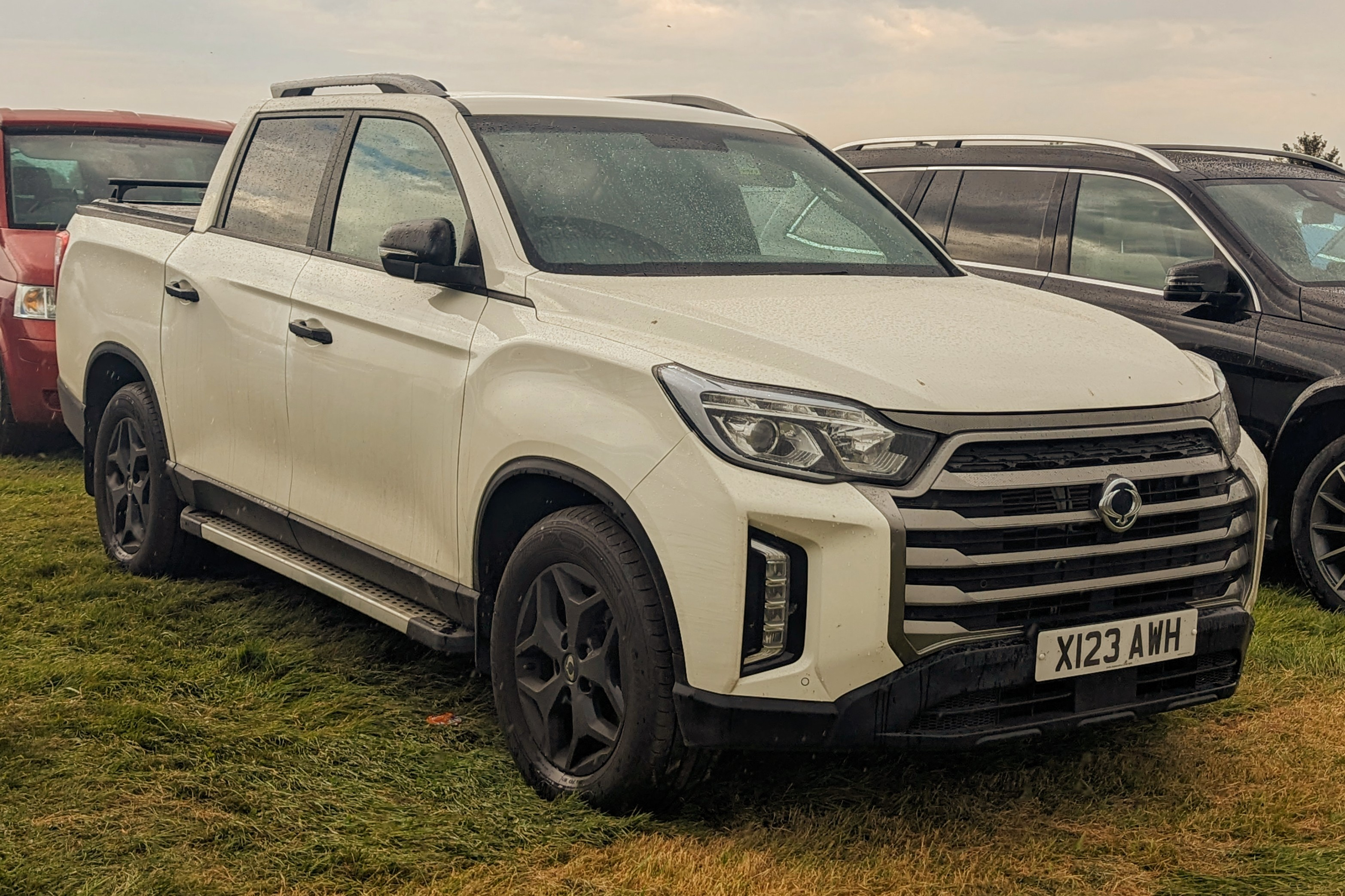
KGM Musso

До 2009 року 51,0% акцій Ssangyong Motor Company належали китайській автомобільній корпорації SAIC Motor. У ході процедури банкрутства Ssangyong в лютому 2009 року SAIC Motor втратила контроль над компанією . 
В кінці травня 2010 року стало відомо про те, що під час реструктуризації концерн виставлений на продаж. Засоби масової інформації повідомляли, що в числі претендентів на покупку корейського автовиробника були французький Renault і російський «Соллерс». 
12 серпня 2010 року було оголошено про те, Ssangyong Motor вибрав як найвідповіднішого кандидата на покупку компанію Mahindra & Mahindra, автомобілебудівний підрозділ індійського промислового холдингу Mahindra Group. У заяві Ssangyong говорилося, що рішення вибрати індійську компанію було обумовлено ціною покупки, подальшими планами з управління Ssangyong після його придбання, а також гарантіями збереження робочих місць для співробітників південнокорейської компанії . У листопаді 2010 року угода з продажу контрольного пакета Ssangyong індійській компанії Mahindra & Mahindra була закрита, за акцій 70% (а також за пакет облігацій корейської компанії) індійці заплатили $ 463 600 000
Станом на квітень 2023 року контрольним акціонером KG Mobility була KG Mobility Holdings,  дочірня компанія KG ETS (філія KG Group), що повністю належить їй.  У серпні 2023 року KG Mobility Holdings було об’єднано з KG ETS, зробивши KG Mobility прямою дочірньою компанією останньої.  KG ETS володіє 58,84% KG Mobility і не може продати свою частку третім особам до квітня 2026 року.  

## KG Mobility в Україні
З 2004 року інтереси SsangYong Motor в Україні представляла автомобільна компанія "АІС". Ця компанія на базі Кременчуцького автозбирального заводу здійснювала крупновузлову зборку автомобілів SsangYong, зокрема Kyron, Actyon, Korando, Rexton. Також компанія підтримувала SsangYong клуб в [Архівовано 14 лютого 2020 у Wayback Machine.] Україні . З 2014 року планувалося також складання пікапа SsangYong Actyon Sports, проте плани не було здійснено у зв'язку з закриттям заводу в 2015 році. 
З 2023 року офіційним дистриб'ютором KGM в Україні стала компанія "Юніверсал Моторз Груп", яка входить в Корпорацію Укравто Груп. У неї наразі 13 дилерських центрів, створених згідно  стандартів бренду. Серед представлених в Україні моделей - кросовер Torres та два пікапи - Musso і Musso Grand.